# Château de Sainte-Maure
Ne doit pas être confondu avec Château de Sainte-Maure-de-Touraine.
Le château de Sainte-Maure est un château situé dans la commune champenoise éponyme, en France.

## Localisation
Le château est situé sur la commune de Sainte-Maure, dans le département français de l'Aube.

## Historique
Un bâtiment du parc montre qu'une construction existait déjà au XVIe mais la première mention remonte à 1656.
Il fut rebâti en 1696 sur des plans de Louis Mallet et les ailes de Constant datent de 1768 et les jardins de M. Moisy. Ledit jardin ayant requis la destruction de quelques maisons de Charley ; lesdites maisons étaient le château de Charley, cité jusqu'en 1762.
Une rotonde octogonale en avant du château abrite une statue d'Atlas soutenant le monde.
Propriété de la famille Chavaudon fut achetée en 1944 par l'évêché qui y installait une école d'agriculture.

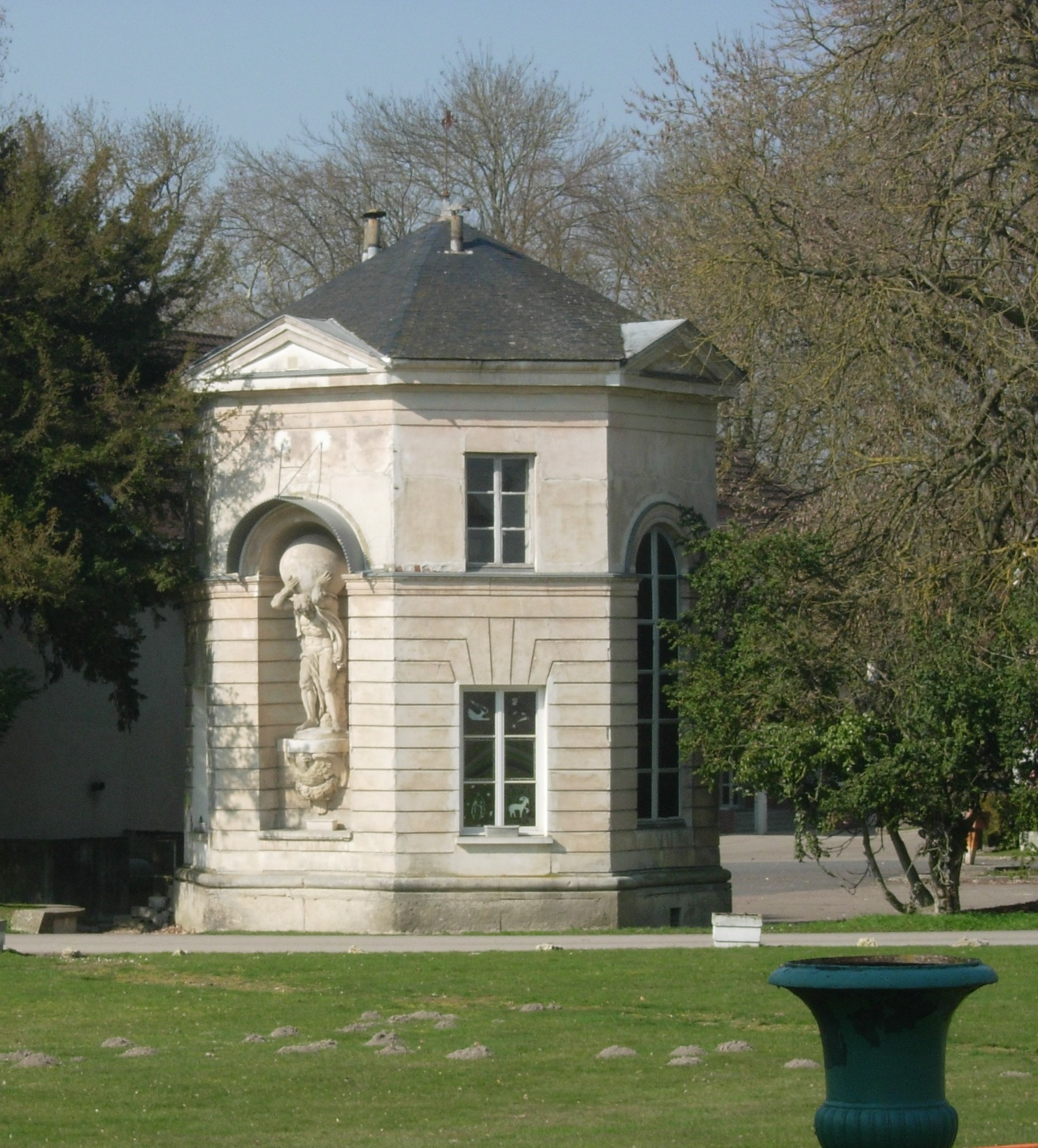
Rotonde,
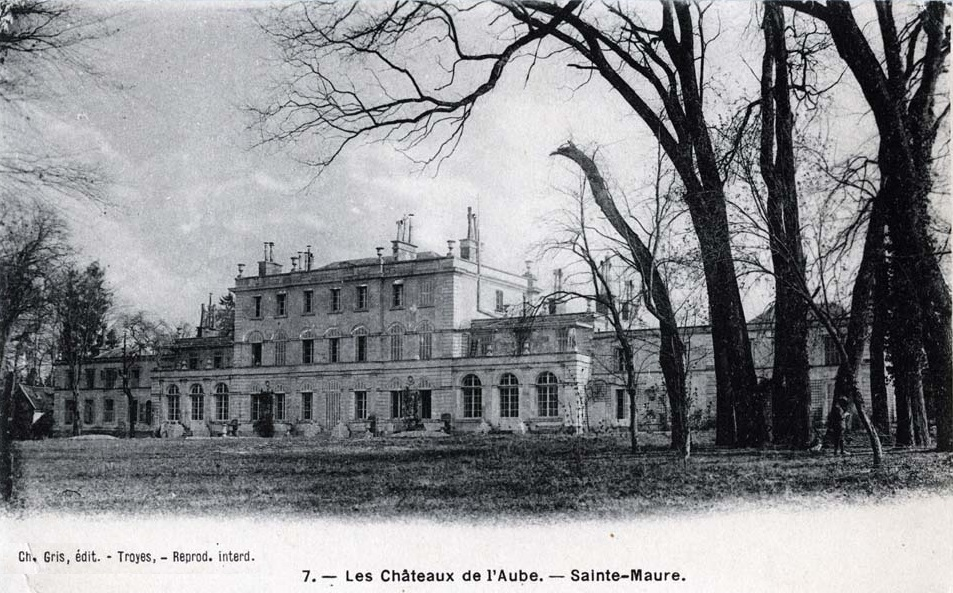
vue début XXe.